# What the Hell
What the Hell ist ein Song der kanadischen Singer-Songwriterin Avril Lavigne. Er wurde von Lavigne, Max Martin und Shellback geschrieben und von Max Martin produziert. Es stellt die erste Singleauskopplung aus dem Album Goodbye Lullaby dar. Die Single wurde am 11. Januar 2011 in den Vereinigten Staaten und Kanada veröffentlicht. Am 25. Februar 2011 erschien sie in Deutschland als CD-Single.

## Hintergrund und Veröffentlichung
Im November 2010 gab Lavigne auf ihrer offiziellen Website bekannt, dass die Arbeiten an ihrem vierten Album Goodbye Lullaby, vor wenigen Tagen beendet wurden. Ebenfalls gab Avril Lavigne bekannt, dass What the Hell als erste Single ausgekoppelt wird. What the Hell hatte seine Premiere am 31. Dezember 2010 auf Dick Clark’s New Year’s Rockin' Eve with Ryan Seacrest, davor wurde ihr Nummer-eins-Hit Girlfriend gespielt. Lavigne beschreibt What the Hell als: „einen fröhlichen, upbeat Party-Song“. Am folgenden Tag nach seiner Premiere stand What the Hell auf Lavignes Facebook-Seite 48 Stunden lang zum kostenlosen Herunterladen zur Verfügung. Am 11. Januar 2011 wurde What the Hell in den USA und Kanada als erste Single des Albums ausgekoppelt.

## Komposition und Inhalt
What the Hell wird mit einem „Retro-Keyboard-Riff“ eröffnet, im Hintergrund hört man klatschende Hände. Die Keyboardmelodie im Intro des Liedes wurde mit Garage Rock und der Band The Hives verglichen. Im Refrain wird die Melodie von Gitarren begleitet. What the Hell ist ein schnellerer Up-tempo-Song mit 144 Schlägen pro Minute.
Avril Lavigne beschrieb den Inhalt des Liedes als „eine weite Botschaft über persönliche Freiheit“. Musikkritiker interpretierten den Inhalt des Liedes auf verschiedene Weisen; Gil Kaufman von MTV.com beschrieb den Inhalt des Liedes folgendermaßen: „Es ist die Unabhängigkeitserklärung eines ehemaligen Teen-Stars, der auf die Bühne zurückstürmt“. Kaufman stellte in den Raum, dass Lavigne im Lied möglicherweise ihre Trennung von Sum 41-Sänger Deryck Whibley und die Probleme mit ihrer Plattenfirma thematisiere. Jody Rosen vom Rolling Stone-Magazin beschrieb What the Hell als „ein Loblied auf ein nettes Mädchen, das spät nach Hause kommt, einen Freund nach dem anderen hat und seelische Rache einfordert.“ Bill Lamb von About.com meinte ebenfalls, das Lied handle von Lavignes und Whibleys Trennung, schrieb allerdings weiter, dass der Inhalt des Lieds ausreichend Platz für andere Interpretationen lasse, was zum Reiz des Stücks beitrage. Heather McDaid von Stereoboard.com bezweifelte, dass es im Lied um Lavignes Beziehung zu Whibley gehe, da es schwer vorstellbar sei, dass eine Scheidung das grundlegende Thema für einen derartigen Upbeat-Song ist. Holly Thomas vom Frost Magazine schrieb, Lavigne „hungerte nach der Zuneigung von dem einen, den sie wirklich liebte“.
Lavigne selbst beschrieb das Lied als „mehr an meine alten Pop-Rock-Lieder erinnernd“ und bezeichnete es zum einen als das „poppigste“, zum anderen das „am wenigsten persönliche Stück des Albums“.

## Mitwirkende
Die folgenden Personen wirkten an der Entstehung des Lieds What the Hell mit:
| - Songwriting: Avril Lavigne, Max Martin, Shellback - Gesang: Avril Lavigne - Instrumentierung: Max Martin | - Toningenieur: Max Martin - Assistenz: Max Martin - Produktion: Max Martin |

## Musikvideo
Das Musikvideo beginnt in Avril Lavignes Schlafzimmer, sie und ihr Freund liegen zusammen im Bett. Ihr Freund wird von Spencer Hill gespielt. Danach wacht Avril auf und geht vor einen Spiegel, dort benutzt sie zwei Parfüme der Marken Black Star und Forbidden Rose. Danach verlässt Lavigne das Schlafzimmer und anschließend ihr Haus. Sie läuft auf die Straße und klaut ein Taxi. Nach einiger Zeit verfolgt sie ihr Freund mit einem Fahrrad und kurz vor einem Zusammenprall verlässt Avril Lavigne das Taxi. Danach spielt Lavigne Basketball beim Sixth Street Viaduct-Platz, ihr Freund verfolgt sie immer noch. Später rennt die Sängerin in einen Laden und versteckt sich in der Lagerhalle vor ihrem Freund. Lavignes Mutter Judy Lavigne hat im Musikvideo einen Cameo-Auftritt. Am Ende des Musikvideos spielt Lavigne das Lied mit ihrer Band auf der Bühne. Die Schlussszene des Videos zeigt Lavigne und ihr Freund wieder zusammen im Bett liegend.
Der Behind-the-Scenes-Clip zu What the Hell zeigt, wie das Musikvideo in 3D gedreht wurde. Die Premiere fand am 23. Januar 2011 auf dem britischen Sender 4Music statt.

## Kritik
Die Kritiken zu What the Hell waren eher positiv, allerdings wiesen Kritiker auf Ähnlichkeiten zu Lavignes vorheriger Single Girlfriend hin. Gil Kaufman von MTV.com erklärte, What the Hell habe eine „mitreißenden Cheerleader-Energie“ und einen „ansteckenden Groove“. Jody Rosen vom Rolling Stone-Magazin gab den Lied 3,5 von 5 Sternen und meinte, dass es das Lied mit Lavignes bisher eingängigster Melodie sei“. Nick Levine von Digital Spy gab What the Hell 5 von 5 Sternen und führte aus, dass Lavigne „rotziger als ein Taschentuch im Mülleimer einer Grippeklinik“ sei, aber es überzeugend bewältige. Levine schrieb weiter, dass What the Hell nicht ganz so unstrittig wie Girlfriend sei, lobte aber den Refrain des Stücks. Bill Lamb von About.com lobte das Lied und schrieb: „What the Hell ist belebt von einer typisch unwiderstehlichen Melodie von Max Martin und, auf ähnliche Art und Weise wie bei ihrem Nummer-eins-Hit Girlfriend, bringt einen das Lied dazu mitzusingen, ob man will oder nicht. Heather McDaid von Stereoboard.com erklärte: „What the Hell ist musikalisch keine Revolution, aber es passt in den Rahmen des Pop-Rock-Sounds, den Avril über die Jahre entwickelt hat.“. Kirsten Coachman von Blogcritics stellte schlicht fest, dass sich Menschen leicht in What the Hell einfühlen können.

## Kommerzieller Erfolg

### Chartplatzierungen
Am 19. Januar 2011 debütierte What the Hell auf Platz 13 der amerikanischen Billboard Hot 100 und auf Platz 6 der Billboard Hot Digital Songs mit über 163.000 verkauften Einheiten in der ersten Woche. Fünf Wochen später erreichte What the Hell Platz 11 der Billboard Hot 100. In Kanada debütierte What the Hell auf Platz 8 der Canadian Hot 100. Am 23. Januar 2011 debütierte What the Hell auf Platz 29 der britischen Singlecharts und erreichte vier Wochen später Platz 27.
| ChartsChartplatzierungen       | Höchstplatzierung | Wochen |
| ------------------------------ | ----------------- | ------ |
| Deutschland (GfK)              | 21 (10 Wo.)       | 10     |
| Kanada (MC)                    | 4 (19 Wo.)        | 19     |
| Österreich (Ö3)                | 10 (10 Wo.)       | 10     |
| Schweiz (IFPI)                 | 18 (11 Wo.)       | 11     |
| Vereinigte Staaten (Billboard) | 11 (20 Wo.)       | 20     |
| Vereinigtes Königreich (OCC)   | 16 (13 Wo.)       | 13     |

| ChartsJahrescharts (2011)      | Platzierung |
| ------------------------------ | ----------- |
| Vereinigte Staaten (Billboard) | 62          |

### Auszeichnungen für Musikverkäufe
| Land/Region                  | Auszeichnungen für Musikverkäufe (Land/Region, Auszeichnung, Verkäufe) | Verkäufe  |
| ---------------------------- | ---------------------------------------------------------------------- | --------- |
| Australien (ARIA)            | 2× Platin                                                              | 140.000   |
| Italien (FIMI)               | Gold                                                                   | 15.000    |
| Japan (RIAJ)                 | 2× Platin                                                              | 500.000   |
| Kanada (MC)                  | 4× Platin                                                              | 320.000   |
| Mexiko (AMPROFON)            | Gold                                                                   | 30.000    |
| Neuseeland (RMNZ)            | Platin                                                                 | 15.000    |
| Vereinigte Staaten (RIAA)    | 4× Platin                                                              | 4.000.000 |
| Vereinigtes Königreich (BPI) | Platin                                                                 | 600.000   |
| Insgesamt                    | 2× Gold · 14× Platin ·                                                 | 5.620.000 |

Hauptartikel: Avril Lavigne/Auszeichnungen für Musikverkäufe